# Хіт FM
«Хіт FM» — найбільша радіомережа України. Музичний формат — українська та зарубіжна музика. Розпочала мовлення 28 серпня 1999 року, з 28 вересня 2001 року — повноцінне мовлення.

## Покриття
Станом на січень 2022 року мережа Хіт FM налічує 55 передавачів. В зоні впевненого прийому — 117 міст України.

## Частоти мовлення
- Київ — 96,4 FM

### Вінницька область
- Вінниця — 102,6 FM
- Ладижин — 101,1 FM

### Волинська область
- Луцьк — 106,2 FM
- Ковель — 106,0 FM
- Нововолинськ — 89,0 FM

### Дніпропетровська область
- Дніпро — 102,0 FM
- Кривий Ріг — 106,9 FM
- Нікополь — 92,0 FM
- Павлоград — 103,8 FM

### Донецька область
- Донецьк — 101,2 FM — замінений на Радіо СВІТ (Росія)
- Краматорськ — 107,4 FM
- Маріуполь — 100,8 FM
- Слов'янськ — 107,4 FM

### Житомирська область
- Житомир — 106,9 FM
- Коростень — 102,8 FM

### Закарпатська область
- Ужгород — 100,9 FM
- Виноградів — 107,7 FM

### Запорізька область
- Запоріжжя — 106,6 FM
- Мелітополь — 101,6 FM

### Івано-Франківська область
- Івано-Франківськ — 102,6 FM
- Яремче — 103,6 FM

### Київська область
- Біла Церква — 105,7 FM

### Кіровоградська область
- Кропивницький — 105,3 FM
- Благовіщенське — 101,4 FM
- Олександрія — 99,8 FM

### Луганська область
- Луганськ — 104,0 FM
- Ровеньки — 91,6 FM
- Сєвєродонецьк — 103,8 FM

### Львівська область
- Львів — 101,7 FM
- Дрогобич — 106,4 FM

### Миколаївська область
- Миколаїв — 91,5 FM
- Вознесенськ — 103,6 FM
- Первомайськ — 100,9 FM

### Одеська область
- Одеса — 101,0 FM
- Білгород-Дністровський — 90,8 FM

### Полтавська область
- Полтава — 102,3 FM
- Карлівка — 106,9 FM
- Красногорівка — 105,6 FM
- Миргород — 105,6 FM
- Кременчук — 104,3 FM

### Рівненська область
- Рівне — 103,7 FM

### Сумська область
- Суми — 103,4 FM
- Конотоп — 101,1 FM
- Шостка — 91,2 FM

### Тернопільська область
- Тернопіль — 105,6 FM

### Харківська область
- Харків — 102,0 FM
- Вовчанськ — 99,8 FM (план)
- Красноград — 101,6 FM

### Херсонська область
- Херсон — 102,5 FM
- Олешки — 102,5 FM
- Скадовськ — 104,2 FM

### Хмельницька область
- Хмельницький — 106,7 FM
- Кам'янець-Подільський — 106,2 FM

### Черкаська область
- Черкаси — 104,1 FM
- Умань — 106,6 FM

### Чернігівська область
- Чернігів — 104,7 FM
- Корюківка — 99,9 FM
- Ніжин — 105,2 FM
- Прилуки — 97,0 FM

### Автономна Республіка Крим
- Євпаторія — 107,5 FM — замінений на Дорожне Радіо (Росія)
- Керч — 103,6 FM — замінений на Радіо Комсомольська правда (Росія)
- Севастополь — 107,0 FM — замінений на Радіо 7 на сімох пагорбах (Росія)
- Сімферополь — 101,2 FM — замінений на Радіо 7 на сімох пагорбах (Росія)
- Феодосія — 101,1 FM — замінений на Радіо Maximum (Росія)
- Ялта — 106,8 FM — замінений на Радіо Віра (Росія)

### Нереалізовані плани через окупацію
- Нова Каховка — 104,0 FM

## Програми
- «Хеппі Ранок» — найпопулярніша ранкова радіопередача України.[джерело?]
- «90 хвилин хітів без реклами» — півтори години улюблених хітів на початку робочого дня.
- «Золотий запас» — колекція золотих хітів музичного світу.
- «30 хвилин хітів без перерви на рекламу» — безупинний музичний блок на початку кожної вільної від інших передач години.
- «Клуб Лісовської» — Як бути в тонусі та почувати себе на всі 100? Все це та більше розповідає наша Аня Лісовська в «Клубі Лісовської».
- «Б'юті-посиденьки» — Як завжди бути в тонусі та мати свіжий вигляд? Це та багато іншого знає співачка Мята Вмикайте трансляцію, долучайтеся до обговорень, і будьте завжди б'юті!

## Ведучі
- Юлія Карпова
- Рома Мельник
- Ігор Шклярук
- Віталій Яровий
- Аня Лісовська
- Оля Громова
- Анатолій Анатоліч — ведучий авторської програми «Зе Інтервьюєр», раніше — ведучий «Happy Ранок»

### Колишні ведучі
- Даня Бєлий
- Денис Жупник
- Гера Герц
- Маша Максимова
- Сергій Пушкарьов
- Артем Самойлов
- Андрій Чиж
- Володимир Остапчук
- Коля Матросов
- Дарина Єсипенко
- Оля Субботіна
- Артем Ніл
- Ксенія Полтавська
- Леонід Сенкевич
- Сімона Солодуха
- Саша Станкевич
- Микита Шевчук
- Лєра Ізюмова
- Назар Хассан

## Цікаві факти
- З 8 червня 2016 року на всіх радіостанціях, що входять до міжгалузевого об'єднання «Радіокомітет», рівно о 24:00 та о 06:00 звучить Гімн України[1]. Зокрема на Хіт FM, що входить до цього об'єднання, гімн звучить у виконанні Олександра Пономарьова[2][3].

### Сторінки в соцмережах
- Хіт FM у соцмережі «Facebook»
- Хіт FM у соцмережі «Твіттер»
- Хіт FM  у соцмережі «Instagram»
- Канал Хіт FM на YouTube

### Інші посилання
- Слухати Хіт ФМ онлайн [Архівовано 21 грудня 2021 у Wayback Machine.]
- Мобільний застосунок RadioPlayer [Архівовано 12 лютого 2022 у Wayback Machine.]
- UkrRadio — платформа для всіх, хто любить слухати українське радіо онлайн!